# Dvorana Zlatorog
Dvorana Zlatorog je namenska športna dvorana, ki sprejme približno 6000 gledalcev in je namenjena predvsem ekipnemu športnemu udejstvovanju na lokalni in državni ravni. Nahaja se v mestni četrti Hudinja v Celju ob nogometnem stadionu Arena Petrol in Mercatorjevem trgovsko-nakupovalnem središču.

## Namen
Dvorana je bila zgrajena kot nadomestilo za starejšo Dvorano Golovec, ki zaradi majhnosti in starosti ni več zadoščala povečanim lokalnim potrebam po modernejšem in večjem športnoprireditvenem objektu zaprtega tipa. 
V njej se prirejajo tekme dvoranskega športa, predvsem rokometa, ki je v tem delu Slovenije zelo popularen. Dvorana je dom Rokometnega kluba Celje Pivovarna Laško, ki v njej gosti domače in mednarodne tekme. Poleg rokometa je dvorano možno prirediti tudi za potrebe košarke in odbojke. Poleg športa jo je možno uporabiti tudi za druge namene kot so glasbeni koncerti in razne sejemske prireditve. S poslovnoorganizacijskim delom dvorane upravlja podjetje ZPO Celje d.o.o.. 

## Zgodovina

### Ime
Ime Zlatorog je dobila po blagovni znamki glavnega klubskega pokrovitelja Pivovarne Laško, ki je že vrsto let prisotna v sponzoriranju celjskega rokometa. Zlatorog je posledično tudi klubska maskota. 

### Izgradnja
Graditi so jo začeli 16. aprila 2003, zgrajena pa je bila decembra tega leta. Domače in širše okolje jo je pričakovalo z nestrpnostjo saj je bila uspešnost domačega rokometa v tistem času na vrhuncu. Od odločitve za izgradnjo v oktobru 2002 in do izgradnje je tako poteklo zgolj dobro leto dni. 

### Rokomet
Svoj največji dosežek je celjski (in slovenski klubski) rokometni klub dosegel leta 2004 že v svoji prvi sezoni igranja v novi dvorani in postal prvak evropske Lige prvakov.
Prav tako leta 2004 je bila dvorana ena izmed gostiteljic evropskega prvenstva, ki ga je takrat gostila Slovenija. Tedaj je med drugim gostila tekme slovenske reprezentance v prvem, skupinskem delu tekmovanja, ki je kasneje v nadaljevanju s tekmami v Ljubljani prineslo prvo reprezentančno kolajno v kateremkoli moštvenem športu. Ampak začelo se je v Zlatorogu. 

### Košarka
Leta 2013 so dvorano pripravili za tekme košarke med turnirjem za evropsko prvenstvo. In tudi tokrat je ekipa Slovenije nastopala v njej ter se uvrstila v nadaljnje tekmovanje. Tako je za nekaj dni rokometna dvorana postala košarkarsko središče Slovenije. Na vseh teh tekmah je bila dvorana polno zasedena.